# Icteranthidium sinapinum
Icteranthidium sinapinum är en biart som först beskrevs av Cockerell 1911.  Icteranthidium sinapinum ingår i släktet Icteranthidium och familjen buksamlarbin. Inga underarter finns listade i Catalogue of Life.